# ساقدوش‌ها
ساقدوش‌ها (به انگلیسی: Bridesmaids) یک فیلم آمریکایی در ژانر کمدی محصول سال ۲۰۱۱ است که توسط کریستن ویگ و انی مامولو نوشته شده و پاول فیگ آن را کارگردانی کرده‌است. کریستن ویگ، رز بیرن، ملیسا مک‌کارتی، الی کامپر، مایکل هیچکاک و وندی مک‌لندن از بازیگران این فیلم هستند. فیلم نامزد دریافت جایزهٔ گلدن گلوب برای بهترین فیلم کمدی و موزیکال شد. در این فیلم هیچ شخصیت مردی بازی نکرده است و تمام بازیگران زن هستند.

## خلاصه داستان
«لیلیان» (مایا رادولف) دختر ساده و محبوبی است که قرار است به زودی مراسم عروسی خود را برگزار کند. او از دوستش «آنی» (کریستن ویگ) می‌خواهد تا در مراسم ساقدوش او باشد اما لیلیان دوستان دیگری نیز دارد که هر کدام می‌خواهند کاری کنند تا جشن او به بهترین شکل اجرا شود و به این ترتیب در روز عروسی هر کدام از دوستان در حین برگزاری، تغییراتی در نحوهٔ برگزاری ایجاد می‌کنند تا به شکلی که خودشان فکر می‌کنند مراسم را بهتر برگزار کنند. اما وقتی چندین نفر می‌خواهند یک کار را انجام دهند معمولاً نتایج عجیب و غریبی به بار خواهد آمد.

## جوایز
این فیلم کاندیدای ۲ اسکار (کاندیدای اسکار بهترین فیلمنامه غیر اقتباسی-کاندیدای اسکار بهترین بازیگر نقش مکمل زن) در سال ۲۰۱۲ شد.